# Zoltán Szügyi
Zoltán Szügyi (ungarisch Vitéz rimaszombati Szügyi Zoltán, * 8. Februar 1896 in Huszt; † 23. November 1967 in Budapest) war österreichisch-ungarischer und ungarischer Offizier der ungarischen Streitkräfte im Ersten und Zweiten Weltkrieg. Zuletzt hatte er den Rang eines Generalmajors inne. Szügyi war Inhaber des Ritterkreuz des Eisernen Kreuzes, welches nur an acht ungarische Staatsangehörige verliehen wurde. Nach dem Krieg wurde Szügyi in der Volksrepublik Ungarn als Kriegsverbrecher verurteilt und inhaftiert.

## Biografie
Nach erfolgreich abgeschlossenem Abitur, wollte Szügyi ursprünglich den Beruf eines Ingenieurs erlernen. Auf Bitten seiner Eltern schwenkte er jedoch zu dem eines Lehrers um, nicht zuletzt aufgrund der besseren Verdienstmöglichkeiten. Der Ausbruch des Ersten Weltkrieges verhinderte seine diesbezüglichen Ambitionen. Szügyi meldete sich als Kriegsfreiwilliger beim königlich-ungarischen 12. Infanterieregiment. Um als Minderjähriger aufgenommen zu werden, fälschte er auf den Aufnahmepapieren die Unterschrift seiner Eltern.

### Österreich-Ungarn und Erster Weltkrieg
Vom 30. September 1914 bis 2. Dezember 1915 fungierte Szügyi als Truppenoffizier im königlich-ungarischen 12. Honved Infanterie-Regiment. Dort erlebte der junge Szügyi eine für die damalige Zeit rasante Bevölkerungsentwicklung. Am 21. Dezember 1914 wurde er zum Korporal, am 15. Januar 1915 zum Junker, am 1. Mai 1915 zum Fähnrich der Reserve und am 24. Juli 1915 zum Leutnant der Reserve befördert. Von Dezember 1915 bis Anfang April 1916 war Szügyi erkrankt. Nach seiner Genesung kehrte er zu seinem Stammregiment zurück, in welchem er sodann bis Juni 1918 weiter als Truppenoffizier eingesetzt wurde. Während dieser Zeit erfolgten am 1. April 1916 seine Beförderungen zum Leutnant und am 1. November 1917 die zum Oberleutnant. Nach einer am 22. Juni 1918 erlittenen schweren Verwundung, seiner fünften, und anschließender Genesung, wurde Szügyi der Székler Division zugeteilt. Mit dieser Division nahm Szügyi am Ungarisch-Rumänischen Krieg teil. Die Division kapitulierte am 29. April 1919 und geriet in rumänische Kriegsgefangenschaft, in der sich auch Szügyi bis Oktober 1919 befand.

### Ära Horthy und Zweiter Weltkrieg
Nach seiner Rückkehr nach Ungarn diente Szügyi vom 17. Oktober 1919 bis 20. Januar 1920 zunächst im Propagandaministerium in der dortigen Abteilung Militär. Am 20. Januar 1920 trat er in den Generalstab über. Von Juni 1921 bis Mitte Januar 1922 agierte Szügyi wieder als Truppenoffizier im königlich-ungarischen 2. Honved Infanterie-Regiment. In dieser Eigenschaft fungierte Szügyi als Wache für König Károlys IV., bei seiner zweiten Einreise nach Ungarn am 20. Oktober 1921. Zuvor war Szügyi im August 1921 mit dem Vitéz-Titel geehrt worden. Am 15. Januar 1922 wurde er in das Kriegsministerium nach Budapest abkommandiert, wo Szügyi am 1. November 1926 zum Hauptmann befördert wurde. Im Kriegsministerium arbeitete er bis Anfang Januar 1929 in der VI. Gruppe. Am 1. Januar 1929 wurde Szügyi in den einstweiligen Ruhestand versetzt. Hintergrund dieser Entscheidung waren Spätfolgen einer im Ersten Weltkrieg zugezogenen Verwundung, die bei ihm zu Lungenblutungen geführt hatten. Szügyis Rückzug in den Ruhestand wurde durch die Weltwirtschaftskrise belastet, so dass er sich 1931 entschloss, wieder in den Militärdienst zu treten.
Zum 1. Mai 1931 kehrte er zurück und wurde dort bis zum 1. Oktober 1937 als Kompaniechef im königlich ungarischen 10. Honved Infanterie-Regiment eingesetzt. In dieser Zeit besuchte er einen Fernsprechkurs für Truppenoffiziere. Die Aufgaben eines Truppenoffiziers nahm Szügyi anschließend vom 1. Oktober 1937 bis 1. November 1938 in der Szolnoker Infanteriebrigade wahr. In dieser Position wurde er am 1. November 1937 zum Major befördert. Nach der im Anschluss folgenden Generalstabsausbildung wurde Szügyi am 1. November 1938 als Abteilungsleiter im V. Korps eingesetzt; eine Position, die er bis Anfang August 1941 innehielt. Unterbrochen war diese Zeit nur von April bis November 1940, als er im 5. Honvéd Militärbezirk als Chef des Generalstabes fungierte. Bereits am 1. Juli 1940 war er in dieser Position dort zum Oberstleutnant befördert worden.
Am 1. August 1941 wurde Szügyi zum Kommandeur des 1. Honvéd Fallschirmjäger-Bataillons ernannt. Am 1. Oktober 1941 erhielt das Bataillon den Ehrennamen seines ersten Kommandeurs Árpád Bertalan, der am 12. April 1941 bei einem Sprungunfall tödlich verunglückte. Den nun 1. Honvéd Fallschirmjäger-Bataillon „vitez Bertalan Árpád“ genannten Verband befehligte Szügyi bis zum 14. Oktober 1942. Das Bataillon nahm bis dahin an keiner größeren militärischen Aktion an der Seite der deutschen Wehrmacht teil. Einzelne Soldaten wurden aber an der Ostfront eingesetzt. Am 14. Oktober 1942 gab Szügyi das Kommando des Fallschirmbataillons ab und wurde zum Kommandeur des königlich-ungarischen 43. Honvéd Infanterie-Regiments ernannt. Hier erfolgte auch am 1. November 1942 seine Beförderung zum Oberst. Das Regiment unterstand der ungarischen 2. Armee. Die Armee wurde wenige Monate später, im Januar 1943, in der sowjetischen Operation Ostrogoschsk-Rossosch fast vollständig zerschlagen. Am 5. Februar 1943 traf Szügyi, von den Strapazen des Rückzuges gezeichnet, in Kiew ein.  Am 8. Februar 1943 gab er das Kommando über das 43. Honvéd Infanterie-Regiment ab und wurde am 18. Februar 1944 erneut zum Kommandeur des 1. Honvéd Fallschirmjäger-Bataillons „vitez Bertalan Árpád“ ernannt.
Das Fallschirmjäger-Bataillon unter Szügyi´s Kommando wurde von Miklós Horthy als „Eliteeinheit“ für die sich anbahnende Heimatverteidigung Ungarns von der Front zurückgehalten, trotz wiederholtem Drängen der Wehrmacht. Im Sommer 1944 stand die Rote Armee an den Karpaten und Szügyi´s Bataillon, inzwischen auf Regimentsstärke angewachsen, wurde an die Front verlegt. Unterstellt wurde das Bataillon der 1. ungarischen Armee. Im August 1944 erfuhr Szügyi von der geplanten Umwandlung des Bataillons in eine Division. In dieser Zeit bemühte sich Horthy heimlich um einen Separatfrieden mit den Westalliierten. In diesem Zuge wurde Szügyi im August 1944 befohlen, sich mit seinen Truppen in Budapest zu sammeln. Dort sollte ihm der ungarische Chef des Generalstabes weitere Anweisungen geben. Dieser war jedoch für Szügyi in Budapest nicht zu erreichen. Da auch Szügyi´s Verbände verzögert in Budapest eintrafen sowie keine anderweitigen Befehle „von oben“ bei ihm einliefen, sammelte Szügyi seine Verbände in der Károly Kaserne in Kelenföld, wo am 17. Oktober 1944 das Bataillon in die Königlich-ungarische Division Szent Laszlo umbenannt wurde.
Noch in der Aufstellung befindlich wurde Szügyi´s Division nach Pápa verlegt und weiter ausgerüstet. Die geplante Einsatzbereitschaft zum 1. November 1944 konnte nicht gehalten werden, da die Wehrmacht aufgestellte Verbände der Division in ihre Kampfhandlungen am Donaubrückenkopf in Pest und Kéthely abzog. In der Schlacht um Budapest kam die Division von Szügyi geschlossen zum Kampfeinsatz. Der Division oblag die Sicherung des südlichen Rückzugsweges im Raum Letkés und der Ipoly. Im Verlauf der Schlacht wurde die Division nahezu zerschlagen. Einige Einheiten erlitten dabei 95-prozentige Verluste. Es gelang ihr jedoch, die sowjetische 7. Gardearmee eine Woche lang aufzuhalten, bis die deutschen Verbände, insgesamt drei Panzerdivisionen, aus der Einkesselung abgezogen waren.
In dieser Zeit wurde Szügyi am 1. Januar 1945 zum Generalmajor befördert und erhielt für die hervorragenden Leistungen seiner Division von seinem deutschen Vorgesetzten General der Panzertruppe Hermann Balck das Ritterkreuz des Eisernen Kreuzes verliehen. Anschließend wurde Szügyi´s Division aus dem Kampfeinsatz herausgelöst und lag bis Mitte März 1945 in der Auffrischung. Anschließend wurde die Division der deutschen 6. Armee unterstellt. Hier führte eine Falschmeldung Ende März 1945 zu Verwirrung als behauptet wurde, Szügyis Division wäre geschlossen zur Roten Armee übergelaufen. Balck erteilte daraufhin in Unkenntnis der tatsächlichen Lage am 31. März 1945 den Befehl, dass alle im Bereich der 6. Armee kämpfenden ungarischen Soldaten zu entwaffnen seien. Szügyi konnte Balck jedoch telefonisch vom Gegenteil überzeugen. Am 4. April 1945 wurde Szügyis Division der 2. Panzerarmee unter General der Artillerie Maximilian de Angelis unterstellt. Dort fungierte sie als Nachhut für das deutsche I. Kavalleriekorps. Weisungsgemäß zog die Division sich dann weiter nach Westen zurück, wo sie im Raum Klagenfurt am 11. Mai 1945 vor englischen Truppen kapitulierte.
Allerdings wurde die Division von Szügyi nicht entwaffnet, da man von alliierter Seite aus befürchtete, dass Tito gegenüber Slowenien Gebietsansprüche geltend machen könnte. Daher wurde die Division von den Engländern noch für einige Tage „unter Waffen stehend“ einsatzbereit gehalten. Am 17. Mai 1945 wurde die Division in einen neuen Internierungsraum beordert. Hier kam es zu einem ungewöhnlichen Kuriosum durch das Kommando der 46. britischen Division, in dessen Wunsch folgend Szügyi´s Division vor den Briten paradierte. Die Freundschaft zwischen Szügyi und dem britischen Kommandanten vertiefte sich in der Folgezeit. Und zwar so sehr, als das der britische Kommandant Szügyi anbot sich gen Westen abzusetzen, als dieser erfuhr, dass Szügyi in seinem Heimatland als Kriegsverbrecher angeklagt werden sollte. Der angebotene Handel, der von Szügyi dankend abgelehnt wurde, beinhaltete entsprechende Reisepapiere, einen Chauffeur und ein 24-stündiges Zeitfenster bis zur Meldung seiner Abwesenheit.

### Volksrepublik Ungarn
Am 15. März 1946 wurde Szügyi den ungarischen Behörden übergeben, die ihn am 28. November 1949 als Kriegsverbrecher zu 10 Jahren Haft verurteilten. Im Zuge des ungarischen Volksaufstandes 1956 wurde Szügyi befreit. Seine Freilassung währte nicht lange. Nach dem Niederschlagen des Aufstandes wurde Szügyi abermals verhaftet und zu lebenslanger Haft verurteilt. 1957 wurde er aus unbekannten Gründen aus dieser entlassen.
Nach der Beschlagnahmung seines gesamten Privateigentums und ohne Rente, verdiente sich der einstige General seinen Lebensunterhalt als einfacher Hilfsarbeiter, indem er u. a. auch als Schubkarrenfahrer eingesetzt wurde. Am 23. November 1967 verstarb Szügyi nach schwerer Krankheit.

## Auszeichnungen

### Nationale Auszeichnungen
- Ungarischer Verdienstorden[11]
  - Kommandeurskreuz mit Stern am Kriegsband mit Schwertern[11]
  - Offizierskreuz mit Kriegsabzeichen und Schwertern[11]
  - Ritterkreuz[11]
- Orden der Eisernen Krone III. Klasse mit Schwertern (zweifache Verleihung)[13] (jedoch ohne eine Erhebung in den Adelstand, da er dem ungarischen Uradel angehörte)[14]
- Österreichisches Militärverdienstkreuz III. Klasse mit Schwertern[13]
- Signum Laudis[13]
  - Silberne Militärverdienstmedaille[13]
  - Bronzene Militärverdienstmedaille[13]
- Österreichische Tapferkeitsmedaille[13]
  - Goldene Tapferkeitsmedaille[13]
  - Silberne Tapferkeitsmedaille II. und I. Klasse[13]
- Karl-Truppenkreuz[13]
- Verwundetenmedaille mit fünf Streifen (5-malige Verwundung)[13]
- Feuerkreuz für Frontkämpfer mit Schwertern[13]
- Ungarische Weltkriegs-Erinnerungsmedaille mit Schwertern[13]
- Erinnerungsmedaille an die Befreiung Siebenbürgens[13]

### Internationale Auszeichnungen
- Eisernes Kreuz (1914) II. und I. Klasse[13]
- Österreichische Kriegserinnerungsmedaille[13]
- Wiederholungsspangen zum Eisernen Kreuz (1939) II. und I. Klasse am 13. Dezember 1942 bzw. am 12. Februar 1943[13]
- Ritterkreuz des Eisernen Kreuzes am 12. Januar 1945[10][13]